# Musik und Kunst Privatuniversität der Stadt Wien

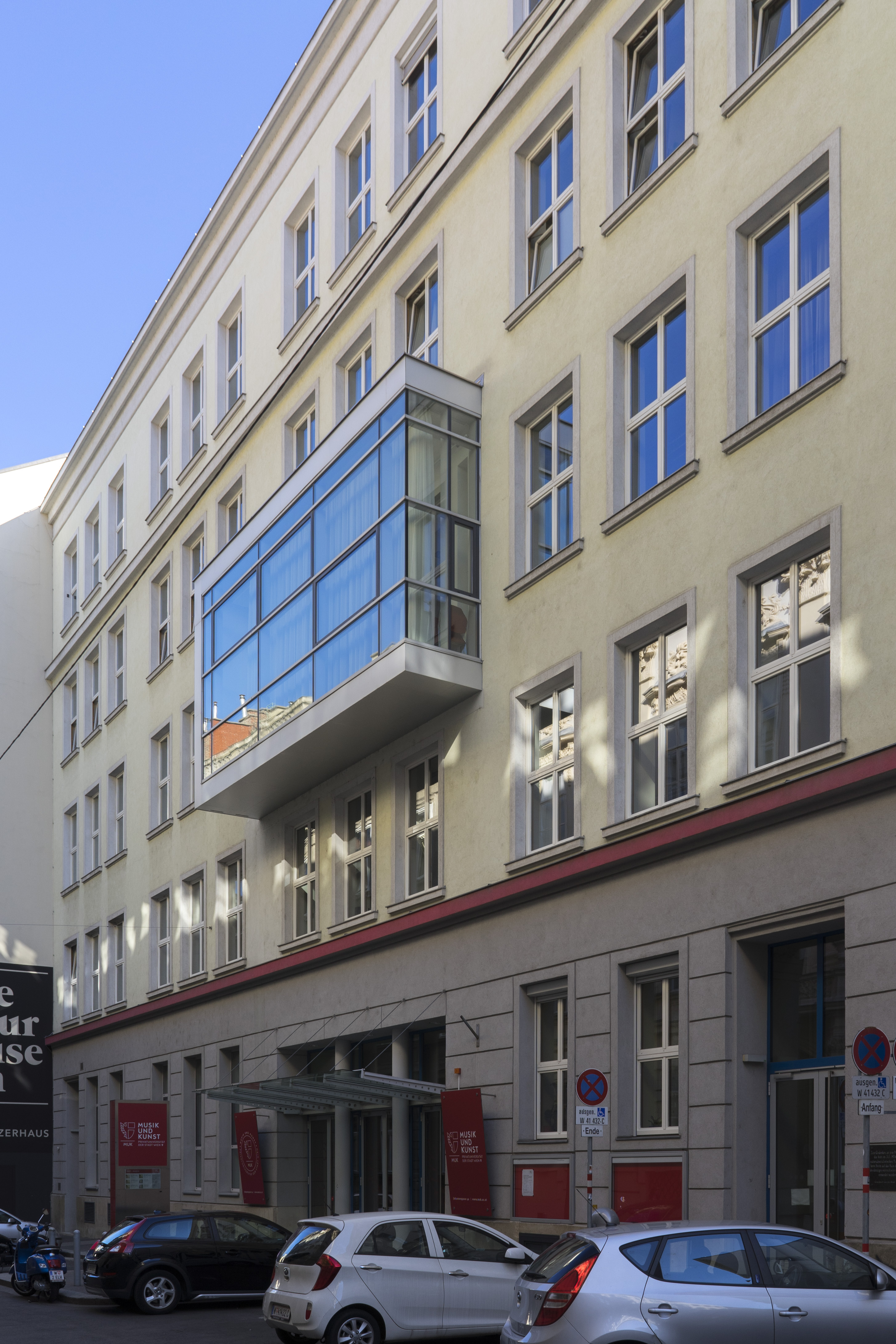
Das Gebäude in der Johannesgasse 4A

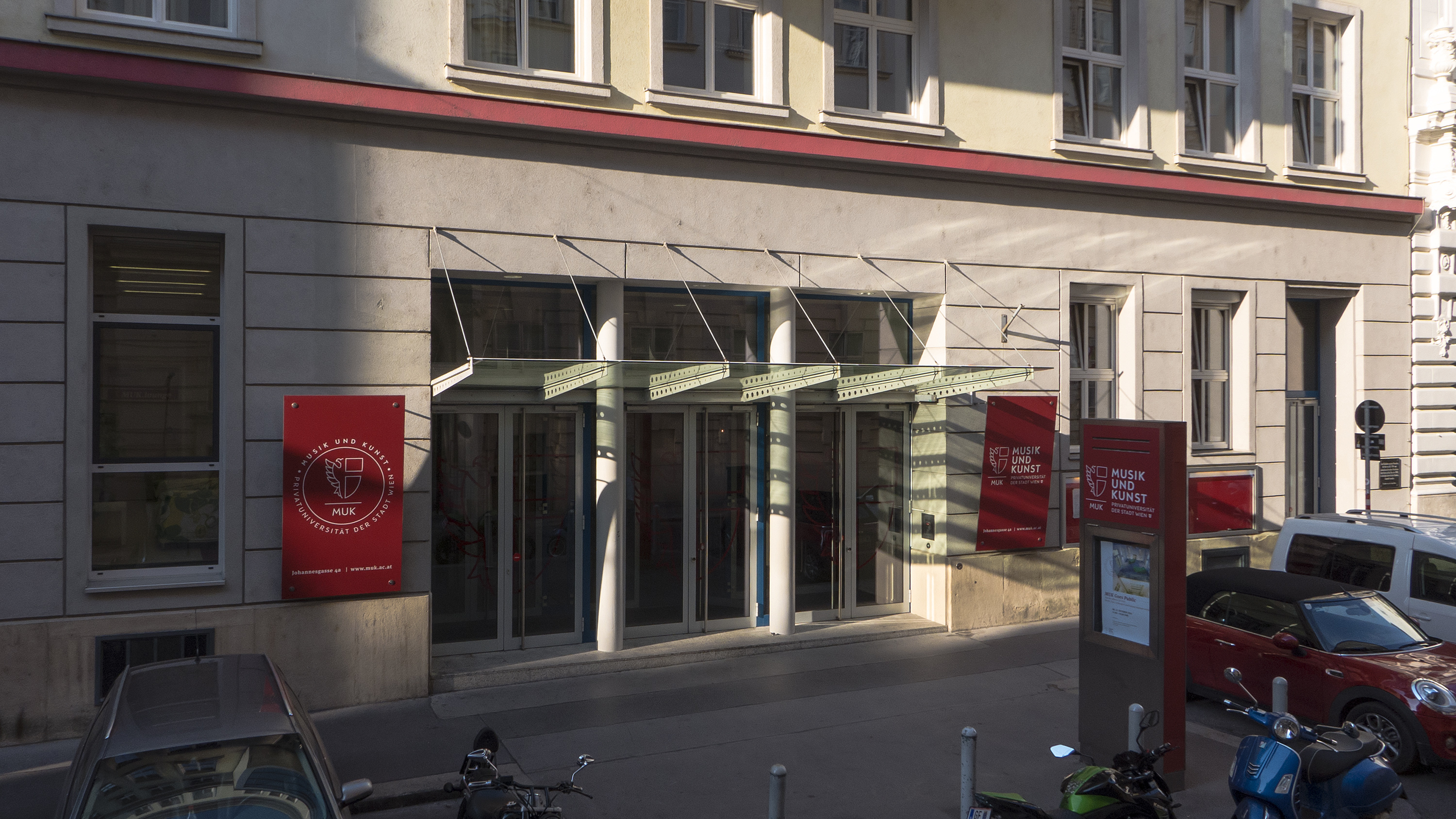
Eingangsbereich

Die Musik und Kunst Privatuniversität der Stadt Wien (MUK; vormals Konservatorium der Stadt Wien) ist eine öffentliche künstlerische Ausbildungsstätte in Wien, die Studiengänge in den Bereichen Musik und darstellende Kunst anbietet: Musik, Musiktheater, Tanz, Musical und Schauspiel. Mehr als die Hälfte der Studierenden kommt aus dem Ausland. Von den fast tausend Bewerbern pro Jahr wird etwa ein Fünftel angenommen.

## Geschichte

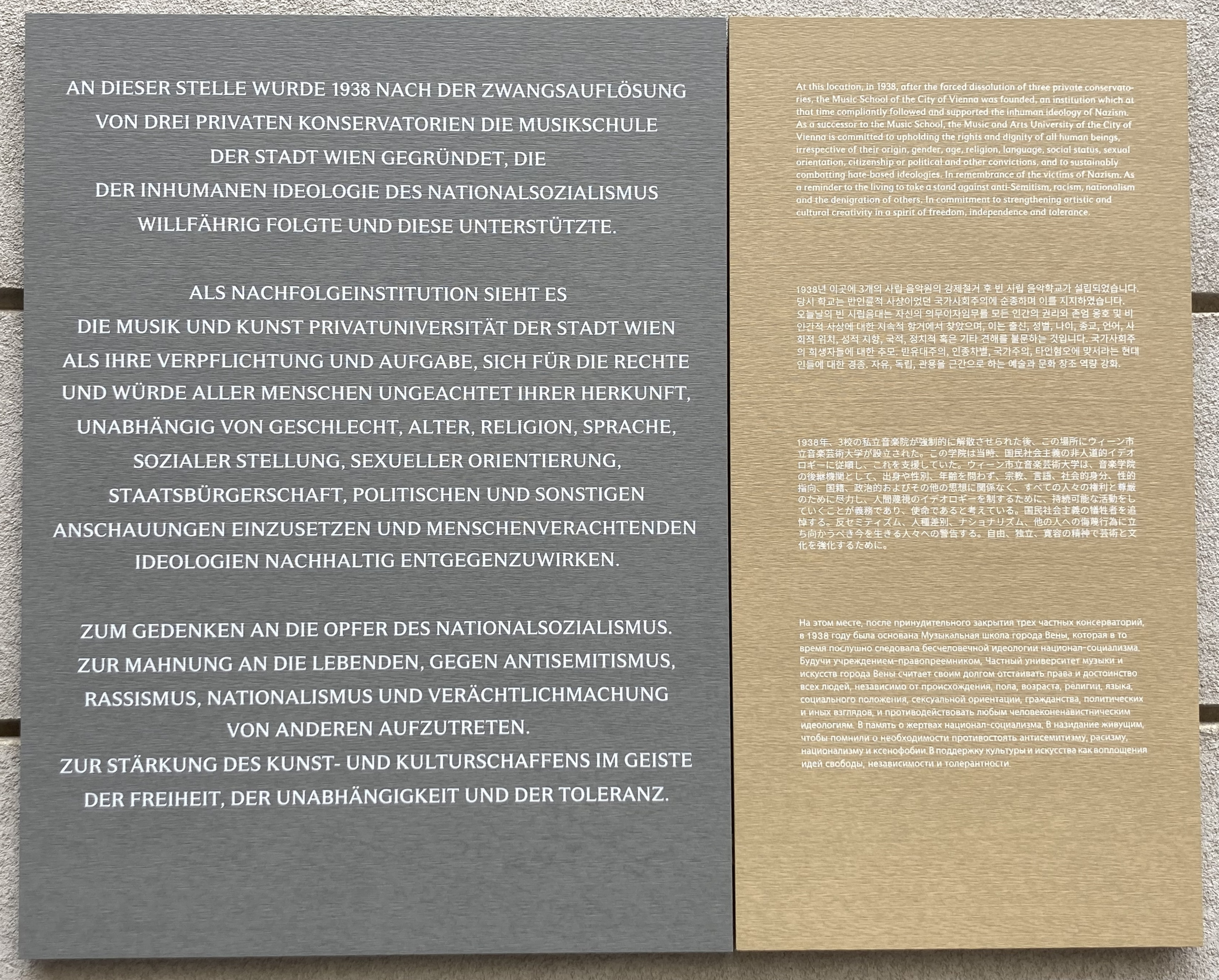
Gedenktafel zur Erinnerung an die NS-Vergangenheit und Gründung der MUK

Nach dem Anschluss Österreichs im Frühling 1938 und der Auflösung des Neuen Wiener Konservatoriums erfolgte die Gründung der Musikschule der Stadt Wien. Im November desselben Jahres wurde nach dem Auszug der Radio Verkehrs AG (RAVAG) das neu adaptierte Haus in der Johannesgasse 4a im Ersten Wiener Gemeindebezirk bezogen – bis heute das Hauptgebäude der Institution. Bereits im Mai 1945 wurde der Unterricht trotz verheerender Kriegsschäden am Gebäude wieder aufgenommen, und im November desselben Jahres konstituierte sich das Haus in einer dreigliedrigen Form als Musiklehranstalten der Stadt Wien, bestehend aus den Musikschulen, der Kindersingschule und dem Konservatorium der Stadt Wien. Diese administrative Einheit bestand als Teildienststelle des Wiener Magistrats vom Ende des Zweiten Weltkrieges bis zum 31. August 2004.
Seit 1. September 2004 ist das Konservatorium (der Stadt) Wien aus der Wiener Gemeindeverwaltung ausgegliedert und wird von einer GmbH getragen, die im Eigentum der Stadt Wien steht. Am 15. Juni 2005 wurde die Institution rechtskräftig als erste Privatuniversität für Kunst in Wien akkreditiert und nannte sich fortan Konservatorium Wien Privatuniversität. Mit 3. November 2015 wurde die Konservatorium Wien Privatuniversität in Musik und Kunst Privatuniversität der Stadt Wien (MUK) umbenannt.
Seit 2020 verleiht die Universität den Joe Zawinul Prize in Erinnerung an den Jazz-Musiker Joe Zawinul.
2023 erhielt die MUK die Akkreditierung für ein künstlerisch-wissenschaftliches Doktoratsstudium.
Die Standorte befinden sich in Wien-Innere Stadt. Im März 2025 präsentierten Bürgermeister Michael Ludwig und Rektor Andreas Mailath-Pokorny Pläne für die Übersiedlung der Universität auf das Otto-Wagner-Areal, die bis zum Jahr 2031 abgeschlossen sein soll.

## Bekannte Lehrende (Auswahl)
- Lidia Baich
- Leonid Brumberg
- Charlotte Eisler
- Alfred Hertel
- Erich Kleinschuster
- Georg Mark
- Elfriede Ott
- Julian Rachlin
- Roman Rindberger
- Lars Seniuk
- Marija Sklad-Sauer
- Karl Steininger
- Mareike Wiening
- Gernot Winischhofer
- Susana Zapke

## Bekannte Absolventen (Auswahl)
- Felipe Aguirre
- Verena Altenberger
- Oliver Arno
- Louie Austen
- Paul Badura-Skoda
- Lidia Baich
- Wolfgang Bankl
- Rodolfo Cázares
- Maddalena Del Gobbo
- Christoph Ehrenfellner
- Elisabeth Engstler
- Daniel Feik
- Till Fellner
- Iréna Flury
- Viktor Gernot
- Sebastian Grimus
- Walter Hagg
- Alma Hasun
- Alfred Hertel
- Saskia Hölbling
- Ansgar Hüning
- Anastasia Huppmann
- Jan Hutter
- Heinz Irmler
- Otto Jaus
- Elfriede Jelinek
- Anatol Käbisch
- Matthias Kofler
- Stephan Koncz
- Misha Kovar
- Gernot Kranner
- Jelena Krstic
- Marta Kizyma
- Michael Langer
- Barbara Lanz
- Anton Leiss-Huber
- Marika Lichter
- Camille Lopez-Molina
- Georg Mark
- Markus Mitterhuber
- Bettina Mönch
- Thomas Mraz
- Nicholas Ofczarek
- Maja Osojnik
- Benedikt Paulun
- Lukas Perman
- Boris Pfeifer
- Ursula Pfitzner
- Boris Pietsch
- Wolfgang Puschnig
- Julian Rachlin
- Michael Radanovics
- Florian Resetarits
- Dino Residbegovic
- Simon Reitmaier
- Maresi Riegner
- Carl Riha
- Nikola Rudle
- Azis Sadikovic
- Jasmina Sakr
- Verena Scheitz
- Valentin Schreyer
- Gina Schwarz
- Mark Seibert
- Yat Siu
- Michael Spyres
- Mihail Sosnovschi
- Anna Unterberger
- Weldon Thomas
- Terry Wey
- Andrea Wicke
- Daniel Witzke
- Joe Zawinul